# Aleksei Müürisepp
Aleksei Müürisepp (* 4. Julijul. / 17. Juli 1902greg. auf Saaremaa, Gouvernement Livland, Russisches Kaiserreich; † 7. Oktober 1970 in Tartu, Estnische SSR, Sowjetunion) war ein kommunistischer estnischer Politiker.

## Frühe Jahre
Aleksei Müürisepp (russisch Алексей Александрович Мюрисепп) wurde 1902 als Sohn eines Seemanns auf der heute estnischen Insel Saaremaa geboren, welche damals zum Russischen Kaiserreich gehörte. 1908 siedelte er mit seinen Eltern nach Sibirien um. Von 1917 bis 1924 war er als Lehrling bei einem Schmied tätig, danach als Matrose und Elektriker bei der russischen Jenissei-Flotte. Von 1924 bis 1926 diente er in der Roten Armee. Von 1926 bis 1931 war Müürisepp Angestellter der sowjetischen Staatsgewerkschaft. 1937 legte er am Elektro-Mechanischen Institut für Eisenbahnbau in Tomsk sein Examen ab. Danach war er in der staatlichen Eisenbahnverwaltung in Ordschonikidse und Krasnojarsk tätig.

## Politiker
Mit der sowjetischen Besetzung Estlands 1940 ging Müürisepp in seine Heimat zurück. 1941 wurde er Leiter der Elektrifizierungsabteilung der estnischen Eisenbahnverwaltung. Die Kriegszeit von 1941 bis 1944 verbrachte er in Russland, bevor er in die Estnische SSR zurückkehrte. Dort übernahm er schnell wichtige Posten innerhalb der Kommunistischen Partei Estlands (EK(b)P). 1948 wurde er Sekretär des Zentralkomitees der EK(b)P. Von 1949 bis 1951 war er stellvertretender ZK-Vorsitzender.
Von 1951 bis 1961 war Müürisepp als Nachfolger von Arnold Veimer Vorsitzender des Ministerrats der Estnischen SSR (Eesti NSV Ministrite Nõukogu esimees) und damit Regierungschef der Estnischen Sozialistischen Sowjetrepublik. Im März 1955 wurde er zum Mitglied des Obersten Sowjets der UdSSR gewählt. Gleichzeitig bekleidete er ab 1955 das Amt des Außenministers der Estnischen SSR, das er erst 1962 an Arnold Green abtrat.
Von Oktober 1961 bis zu seinem Tod im Herbst 1970 bekleidete Müürisepp das weitgehend zeremonielle Amt des Vorsitzenden des Präsidiums des Obersten Sowjets der Estnischen SSR (Eesti NSV Ülemnõukogu Presiidiumi esimees). Er stand damit protokollarisch an erster Stelle in der sowjetischen Hierarchie der Estnischen SSR.